# Вспомогательный банк для дворянства
Вспомогательный банк для дворянства — банк в Российской империи, в задачи которого входило на протяжении двух лет с момента учреждения в 1797 году выдавать ссуды помещикам, для того чтобы они погасили свои задолженности, но прежде всего долги ростовщикам.
Данный вспомогательный банк выдавал заёмщикам не наличные деньги, а банковские 5-процентные билеты, специально выпущенные как раз для таких целей. Эти билеты разрешалось передавать только из рук в руки и только по передаточным подписям (данные билеты являлись предшественниками закладных листов русских ипотечных банков, которые будут открываться в будущем). Эти банковские билеты погашались, как правило, в течение 25 лет. Кроме того, они должны были в обязательном порядке приниматься всеми кредиторами и казной на уплату банковских долгов и налогов наряду с ассигнациями.
Банк начал свою работу 1 марта 1798 года, а в начале 1799 года его деятельность была прекращена из-за израсходования всех средств, выделенных ему для этой цели. За период работы Вспомогательный банк всего выпустил билетов на сумму 50,084 миллиона рублей. Это сумма была колоссальной, так как в 1796 году государственный бюджет составил 68 миллионов рублей.

## Предыстория
В 1796 году к власти в Российской империи пришёл Павел I, который был привержен идеям укрепления государства. Для того чтобы сделать это, нужно было укрепить власть самодержца, сделав её по-настоящему неограниченной, установив регламентацию всего с помощью закона и возродить дееспособность российского дворянства, которому было разрешено всё во время царствования Екатерины II. Павел I передал дворянам 600 тысяч новых крепостных из общего числа государственных крестьян, а также даровал 5 млн дес. земли. При этом он значительно ограничил привилегии дворян, которые были дарованы императрицей Екатериной II в Жалованной грамоте дворянству. Вводя ограничения, он руководствовался тем, что большая часть дворянства уже обременена долгами, а это, как он думал, лишало первое в государстве сословие прошлого экономического могущества.

## Деятельность банка

### Создание
Для «очистки» дворянского землевладения от долгов Павлом I был создан «Вспомогательный банк для дворянства». Он был задуман как средство для «скорой помощи» высшему сословию, а не как постоянное учреждение. На протяжении двух лет банк должен был выдать свои средства как ссуд помещикам с тем, чтобы те получили возможность погасить свои старые долги. Автором и руководителем его регламента выступил один из виднейших государственных деятелей XVIII—XIX веков — А. Б. Куракин, занимавший в то время ряд важных постов, например, генерал-прокурора и главного директора Ассигнационного банка. В своём проекте по созданию банка он обстоятельно доказал, что такая организация действительно нужна для государства и общества. Он говорил:

...с учреждением сего банка не только избавятся дворянские роды от разорительных долгов, обеспечат потомству своему имение, получат способы к приведению в лучшее состояние хозяйства каждого, а заимодавцы, быв обеспечены в своих капиталах и процентами, удовлетворены будут, но через установленные обороты обогатится публика взаимным доверием, падет лихва и корыстолюбие, и самый банк, ежели выдачи положит 100 миллионов рублей, приобретя важные суммы, в состоянии будет подкрепить государственные доходы 25 миллионами и ссудную воспитательных домов казну 5–6 миллионами— князь А. Б. Куракин, 
По проекту на тот момент ссуды должны были выдаваться дворянам, которые имели ипотечные долги, на срок 25 лет. В первые 5 лет заёмщики должны были выплатить проценты из расчёта 6 % годовых, а лишь с шестого года приступать к погашению самого долга.
Если какой-то из задолжавших дворян начнёт уклоняться от возврата ссуды, то банк должен взять в свою собственность заложенные имения и удовлетворить кредиторов от себя, и через 25 лет вернуть освобождённое от долгов имение их хозяевам. Учрежден манифестом Императора 18 декабря 1797 г. Возглавил банк князь А. Б. Куракин, он же разработал первый устав.  Банк начал работу 1 марта 1798 года.

### Работа банка
В ходе работы банка были предприняты попытки приспособить ипотечное кредитование к нуждам времени. Впервые к определению размера выдаваемой ссуды подошли с учётом цены крепостных душ. Для решения данного вопроса все губернии были поделены на три класса: в первом под душу давали 70 рублей, во втором — 65 руб., в третьем — 50 руб. Выдача денег заёмщикам производилась 5-процентными банковскими билетами. Несмотря на неудачный опыт выпуска таких билетов Московской казной, это была первая в России на то время крупная акция введения ипотечных ценных бумаг в оборот.
Часть выданных ссуд, полученных в банке, действительно была направлена на закрытие долгов государственным кредитным учреждениям. На декабрь 1799 год в банке было выдано 47 млн рублей на данную деятельность банковскими билетами. Всего из этой суммы было удержано в погашение долгов 11,8 млн рублей: Заёмному банку — 6,2 млн руб., Петербургской сохранной казне — 1,8 млн руб., Московской сохранной казне — 2,3 млн руб. и другим присутственным местам — 1,7 млн руб. Несмотря на то, что дворяне с помощью таких ссуд погашали кредиты, они брали их снова, закладывая свои имения.
Во Вспомогательном банке, как и в других государственных ипотечных организациях, было большое количество должников. Общая сумма задолженности на середину 1802 г. была равно 200 тыс. рублей.

### Прекращение выдачи ссуд
Из-за того, что все средства, выданные государством для «очищения» дворянской задолженности были израсходованы, в начале 1799 года выдача ссуд была прекращена. В 1802 году в государственную казну поступило 48,6 млн рублей в виде билетов. В июле этого же года к Заёмному банку был присоединён и Вспомогательный в качестве проекта под названием «25-летняя экспедиция». Эта организация должна была следить за погашением выданных ей же ссуд. В 1812 году, ровно через 10 лет, слияние закончилось и проект окончательно вошёл в состав Заёмного банка.
Кроме Вспомогательного банка по инициативе Павла I была учреждена особая контора придворных банкиров, которая должна была организовывать придворные переводы казённых сумм, комиссий и платежей правительственных учреждений и частных лиц.